# Sabino Andonegui
Sabino Andonegui Belaustegui, né le 16 décembre 1931 à Motrico (Espagne) et mort le 6 mars 2015, est un footballeur espagnol évoluant au poste de attaquant durant les années 1950 et 1960.
Andonegui est, encore à ce jour, le meilleur buteur de l'histoire du CA Osasuna.

## Biographie
Sabino Andonegui commence sa carrière au Racing de Ferrol. Il joue ensuite pendant dix saisons en faveur du CA Osasuna. Il termine sa carrière à Sabadell.
Il dispute 148 matchs en première division, inscrivant 61 buts, et 122 matchs en deuxième division, marquant 76 buts. Il inscrit 23 buts en deuxième division lors de la saison 1955-1956, ce qui constitue sa meilleure performance.